# Mysterious Island (1951)
Mysterious Island is een Amerikaanse filmreeks uit 1951, gebaseerd op het boek Het geheimzinnige eiland van Jules Verne. De serie bestaat uit vijftien films.

## Verhaal
Tijdens de Amerikaanse Burgeroorlog proberen vijf gevangenen van de geconfedereerden te ontsnappen met een gekaapte luchtballon. De groep bestaat uit kapitein Cyrus Harding, journalist Gideon Spilett, Jack Pencroft, Herbert "Bert" Brown en Neb. Na enkele dagen doelloos rondzwerven, belandt de groep op een afgelegen eiland.
Terwijl ze proberen te overleven op dit eiland, komen ze oog in oog te staan met onder andere agressieve inboorlingen, een groep piraten, en buitenaardse wezens. Deze aliens zijn afkomstig van Mercurius en zoeken radioactief materiaal om de aarde op te blazen. De groep wordt bijgestaan door een mysterieuze helper, die later kapitein Nemo blijkt te zijn.

## Cast
| Acteur          | Personage                 |
| --------------- | ------------------------- |
| Richard Crane   | Kapitein Cyrus Harding    |
| Marshall Reed   | Jack Pencroft             |
| Karen Randle    | Rulu van Mercurius        |
| Ralph Hodges    | Herbert 'Bert' Brown      |
| Gene Roth       | Piratenkapitein Shard     |
| Hugh Prosser    | Gideon Spillett           |
| Leonard Penn    | Kapitein Nemo             |
| Terry Frost     | Ayrton, de wildeman       |
| Rusty Wescoatt  | Moley                     |
| Bernie Hamilton | Neb (Bernard Hamilton)    |
| William Fawcett | Mr. Jackson               |
| George Robotham | Mercuriaan                |
| Anthony Ross    | Geconfedereerde luitenant |
| Sid Ross        | Mercuriaan                |
| Pierre Watkin   | Zuidelijke officier       |